# Рыжий, честный, влюблённый
«Ры́жий, че́стный, влюблённый» — двухсерийный музыкальный фильм 1984 года режиссёра Леонида Нечаева. Сценарий картины написан Георгием Полонским по мотивам книги шведского писателя Яна Улофа Экхольма «Тутта Карлссон Первая и единственная, Людвиг Четырнадцатый и др.», сюжет которой подвергся значительной переработке.

## Сюжет

### 1 серия
В лисьем семействе живёт лисёнок Людвиг, четырнадцатый в роду Ларссонов. Самый младший в семье, он питает органическое отвращение к вранью, хитрости и уловкам, которым обучают зверят в лесной школе, зато очень любит стихи и даже пробует сочинять песни. Не выдержав вранья, Людвиг уходит из школы лис. По вине брата Лабана зайчики и все, кто с ним ранее дружил, считают Людвига ничем не лучше других лис, даже ёж-сплетник Нильс относится к нему с пренебрежением. Только мудрая сова Илона верит Людвигу, но не собирается никого переубеждать. Людвиг возвращает зайчатам медовые пряники, которые обманом вымогал Лабан, но зайчики всё равно ему не доверяют, а Лабан с братьями и сёстрами ссорятся с ним. Людвиг убегает из дома. Случайно он приходит к человеческому жилью, где находит новую подругу — цыплёнка Тутту Карлссон. Тутта решает познакомить Людвига со своей семьёй.

### 2 серия
Ночью Людвиг обретает нового друга — сочинителя стихов пса Максимилиана. Людвиг предупреждает кур, что Лабан собирается напасть на курятник. Потом он  возвращается домой и рассказывает о своей дружбе с курами, но родители считают, что он шутит. Однако Лабан возвращается домой с капканом на лапе. Ларссон-старший считает, что дружба Людвига с курами им только на руку: теперь лисы под личиной друзей могут заявиться в курятник.
При второй попытке прийти к Тутте Людвига поймал хозяин курятника и посадил в клетку под охраной Максимилиана. Однако Тутта помогает Людвигу хитростью заманить Максимилиана в клетку и выбраться. Их план сработал, и они убегают в лес, но Людвиг жалеет, что обманул Максимилиана, который был добр к нему. Ёж Нильс следит за ними. 
Ночью Тутта случайно узнаёт от Максимилиана, что люди решают устроить облаву на семью Ларссонов. Тутта бежит в лес и находит Людвига. Людвиг предлагает семье бежать через тайный ход, а сам с Туттой решает отвлечь людей. 
После окончания облавы Людвиг и Тутта дружно гуляли по лесу, а за ними следил Максимилиан. И помешать этой удивительной дружбе между лисом и цыплёнком не могут ни вечная вражда лис и кур, ни свирепый пёс.

## В ролях
- Денис Зайцев — Людвиг Четырнадцатый Ларссон, лисёнок (вокал — Светлана Степченко)
- Маша Яхонтова — Тутта Карлссон, цыплёнок (озвучивала  Валентина Клягина)
- Ксения Кутепова — Луиза, сестра Людвига
- Полина Кутепова — Лаура, сестра Людвига
- Лёша Круглов — Лабан, брат Людвига
- Саша Навинский — Лео, брат Людвига (озвучивал Дмитрий Филимонов)
- Екатерина Васильева — Лора Ларссон, мама-лиса
- Альберт Филозов — Ларссон, папа-лис
- Татьяна Пельтцер — Илона, сова
- Николай Трофимов — Максимилиан, сторожевой пёс
- Ирина Мирошниченко — фру Алиса, учительница в школе лис
- Вера Титова — мама-Курица
- Татьяна Агафонова — мама-Зайчиха
- Вадим Александров — Петрус Певун, петух
- Николай Ферапонтов — Нильс, ёж
- Марина и Дима Петровы — Туффе-ту и Юкке-Юу, зайчата

## Съёмочная группа
- Автор сценария и текстов песен: Георгий Полонский
- Режиссёр-постановщик: Леонид Нечаев
- Оператор-постановщик: Владимир Калашников
- Художник-постановщик: Александр Чертович
- Композитор: Игорь Ефремов
- Танцевальный ансамбль «Ровесник[бел.]», художественный руководитель М. Бельзацкая, балетмейстер Лёда Михайлиди

## Песни в фильме
Музыка Игоря Ефремова, слова Георгия Полонского:
1. «Песенка Лисенка» (Может, я и не прав…). Исполняет Светлана Степченко
2. «Песенка Лабана» (Послушай-ка меня, во всем нужна привычка…)
3. «Песенка Лисят» (Ну и братик у нас, его только в музей…)
4. «Песня Совы» (Я осовела, скажем честно…). Исполняет Татьяна Пельтцер
5. «Песенка про эхо» (Когда само небо над вами смеётся…). Исполняет Светлана Степченко
6. «Песенка Пса» (Не больно-то весело цепью греметь…). Исполняет Николай Трофимов
7. «Песенка влюбленного Лисенка» (Дорогая мама, не сердись на сына…). Исполняет Светлана Степченко

## Награды
- 1985 — XI Всесоюзный фестиваль телевизионных фильмов — Большой приз по конкурсу работ для детей[1]
- 1984 — Киевский Международный кинофестиваль «Молодость» — Приз «За лучшую воспитательную сказку».